# Ottaviano Petrucci

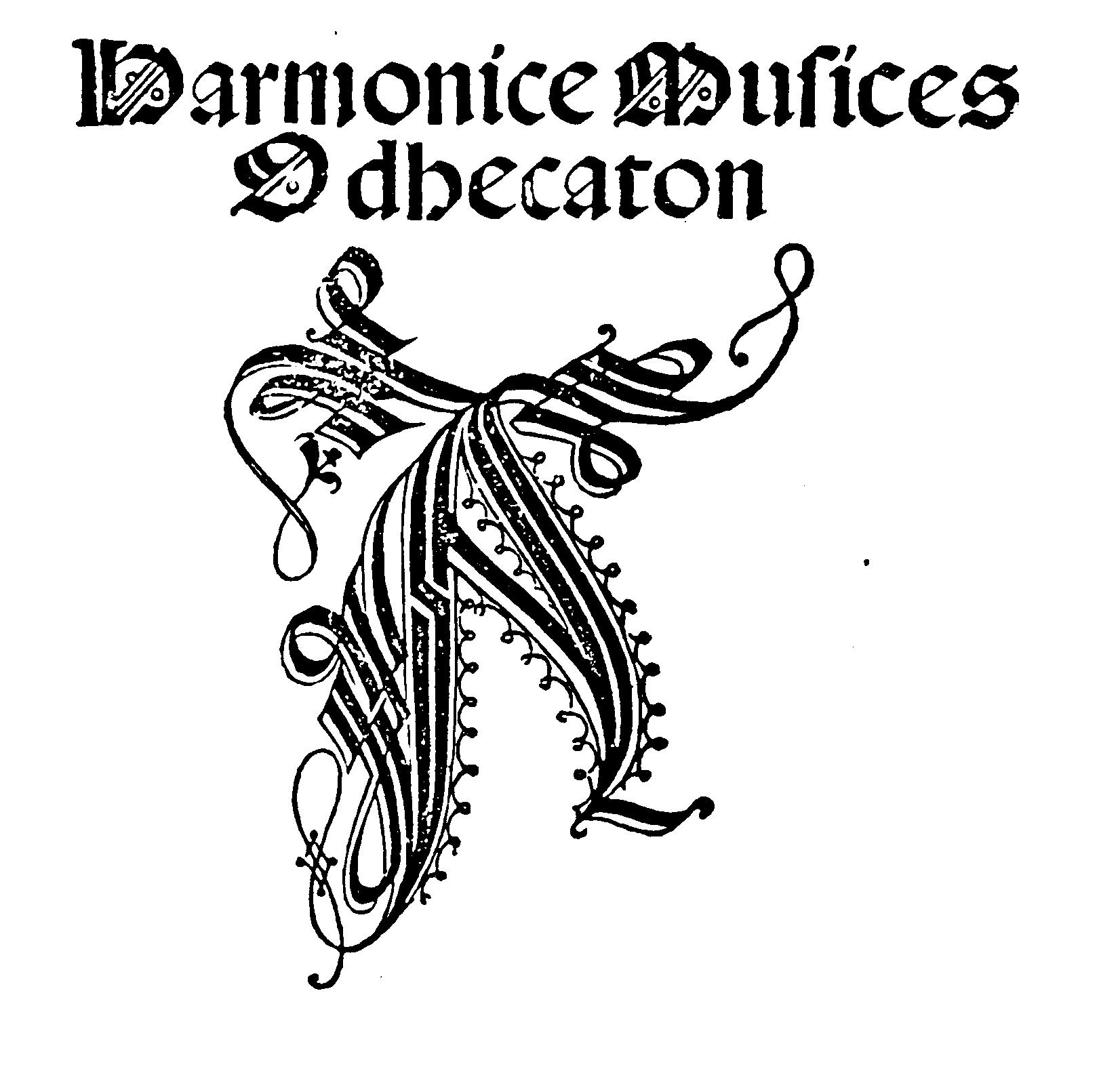
Frontispiz der Harmonice Musices, 1501

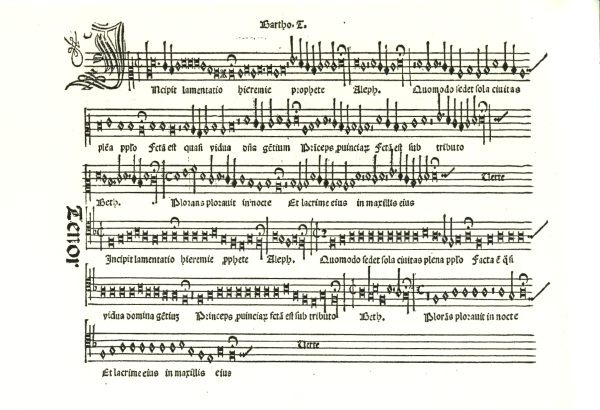
Seite aus Lamentationum Jeremie, 1506

Ottaviano Petrucci (* 18. Juni 1466 in Fossombrone bei Urbino; † 7. Mai 1539  in Venedig) war ein italienischer Buchdrucker, Notendrucker und der erste bedeutende Musikverleger. Er ist ein bedeutender Vertreter der venezianischen Buchdruckerei.
Petrucci erfand den Notendruck durch bewegliche Metalltypen und bestimmte so den Verlauf der Musikgeschichte mit. Das Patent für den Notendruck erhielt er von der venezianischen Republik 1498, er musste es jedoch aufgrund teurer Experimente verkaufen. Der dreiteilige Prozess (zuerst die Notensysteme, der Text und danach sorgfältig die Noten darauf) ist sehr fein und präzise. Beispiele stehen in der Sammlung des Britischen Museums.
Seine Kollektion von Chansons, überwiegend aus der zweiten Hälfte des 15. Jahrhunderts, „Harmonice Musices Odhecaton A“ (erschienen am 15. Mai 1501), war die erste polyphone Musik, die gedruckt wurde.
Es folgten Drucke weiterer weltlicher Frottole und  geistlicher Musik, Messen und  Motetten, diese wurden aus plausiblen technischen Gründen in Stimmbüchern (Cantus, Altus, Tenor, Bassus usw.) gedruckt. Petrucci gab die Messen außerdem geordnet nach den Verfassern heraus und widmete so den bekanntesten Komponisten seiner Zeit, darunter Alexander Agricola, Antoine Brumel, Johannes Ghiselin, Heinrich Isaac, Jacob Obrecht, Marbriano de Orto und Josquin Desprez zahlreiche Bände.
Um 1507 druckte er in Venedig vier Lautenbücher, unter anderem mit Werken von Francesco Spinacino und Joan Ambrosio Dalza. Für Drucke von Lautenmusik verwendete Petrucci die Tabulatur.
Das International Music Score Library Project wird seit Juni 2008 von Project Petrucci LLC betrieben und ist seither mit dem Untertitel Petrucci Music Library versehen.